# 4715 (1989 TS1)
4715 (1989 TS1) је Јупитеров тројански астероид са средњом удаљеношћу од Сунца која износи 5,114 астрономских јединица (АЈ).
Апсолутна магнитуда астероида је 9,3.